# Залізничний сигнал
Залізничний сигнал — механічний або електричний пристрій, призначений для регулювання руху залізницею.
Сигнали на залізниці служать для забезпечення безпеки руху і чіткої організації поїздної та маневрової роботи. За способом сприйняття сигнали поділяються на видимі і звукові. Для подачі видимих сигналів використовуються світлофори, диски, щити, ліхтарі, прапори, сигнальні покажчики, сигнальні знаки. Для подачі звукових сигналів використовуються свистки локомотивів, ручні свистки, духові ріжки, сирени, гудки і петарди.
Сукупність залізничних сигналів становить систему залізничної сигналізації. В різних країнах (а також на окремих залізницях) залізнична сигналізація може відрізнятися.